# CCDC169
CCDC169 (англ. Coiled-coil domain containing 169) – білок, який кодується однойменним геном, розташованим у людей на 13-й хромосомі. Довжина поліпептидного ланцюга білка становить 214 амінокислот, а молекулярна маса — 25 253.
| 10         |  | 20         |  | 30         |  | 40         |  | 50         |
| ---------- |  | ---------- |  | ---------- |  | ---------- |  | ---------- |
| MKEERNYNFD |  | GVSTNRLKQQ |  | LLEEVRKKDA |  | VQLSIFELRH |  | KITELEAKLN |
| TDNEGSEWKT |  | RYETQLELND |  | ELEKQIVYLK |  | EKVEKIHGNS |  | SDRLSSIRVY |
| ERMPVESLNT |  | LLKQLEEEKK |  | TLESQVKYYA |  | LKLEQESKAY |  | QKINNERRTY |
| LAEMSQGSGL |  | HQVSKRQQVD |  | QLPRMQENLV |  | KTGRYNPAKQ |  | KTVSAKRGPV |
| KKITRPNHLP |  | ELHP       |  |            |  |            |  |            |

A: Аланін

D: Аспарагінова кислота

E: Глутамінова кислота

F: Фенілаланін

G: Гліцин

H: Гістидин

I: Ізолейцин

K: Лізин

L: Лейцин

M: Метіонін

N: Аспарагін

P: Пролін

Q: Глутамін

R: Аргінін

S: Серин

T: Треонін

V: Валін

W: Триптофан

Задіяний у такому біологічному процесі, як альтернативний сплайсинг. 